# Галкана (Аљаска)
Галкана (енгл. Gulkana) насељено је место без административног статуса у америчкој савезној држави Аљаска.

## Демографија
По попису из 2010. године број становника је 119, што је 31 (35,2%) становника више него 2000. године.
| Група             | 2000.      | 2010.      |
| Белци             | 23 (26,1%) | 28 (23,5%) |
| Афроамериканци    | 0 (0,0%)   | 0 (0,0%)   |
| Азијати           | 0 (0,0%)   | 0 (0,0%)   |
| Хиспаноамериканци | 1 (1,1%)   | 5 (4,2%)   |
| Укупно            | 88         | 119        |